# Battaglia di Mars-la-Tour
La battaglia di Mars-la-Tour (nota anche come battaglia di Rezonville) ebbe luogo il 16 agosto 1870 e rappresentò un'importante vittoria francese contro gli invasori prussiani, tuttavia non sfruttata dai vincitori.

## Situazione
Dopo aver subito diverse sconfitte fra l'Alsazia e la Mosella (in particolare la battaglia di Forbach-Spicheren), l'armata francese del Reno andava ritirandosi verso Metz.
Napoleone III, malato e discusso, raggiungeva Châlons-en-Champagne lasciando il 12 agosto il comando al generale François Achille Bazaine (maresciallo di Francia, veterano di Algeria, Spagna, Crimea, Italia, comandante del corpo di spedizione in Messico).
Il maresciallo aveva istruzione di proseguire il ripiegamento su Châlons, per raggiungere le riserve e l'armata del maresciallo Patrice de Mac-Mahon. Tuttavia, egli agì senza fretta propendendo, piuttosto, per una strategia difensiva che facesse perno sul “punto forte” della piazzaforte di Metz, da dove aveva intenzione di affrontare con (supposto) maggiore agio l'esercito invasore. La sua marcia per Châlons cominciò il 15 agosto, ma il maresciallo stava attardandosi e a poche ore dall'inizio delle manovre non avrebbe avuto la capacità (o la volontà) di raggiungere l'obbiettivo dell'arretramento.

## L'azione di aggiramento prussiana
Profittando della indecisione della sua azione, i Prussiani agirono per tagliare ai Francesi la strada verso Verdun: nel pomeriggio del 14 agosto, le avanguardie del generale Steinmetz, in inferiorità numerica e sottoposti al fuoco delle superiori artiglierie francesi, diedero battaglia (battaglia di Borny-Colombey) nei dintorni del villaggio di Borny, salvo venire respinti nella serata. La loro azione aveva, tuttavia, permesso alla II armata del principe Federico Carlo di Prussia (nipote del re Guglielmo I), una tranquilla avanzata a sud di Metz: il 15 agosto, nel pomeriggio, le avanguardie raggiunsero Mars-la-Tour (villaggio situato a circa 15 km a sud di Metz), sbarrando ai Francesi la strada di Verdun, tappa per la più lontana Châlons. Durante il giorno i germanici avevano preso possesso di quattro ponti sulla Mosella presso Dieulouard, Pont-à-Mousson, Pagny e Novéant. La cavalleria francese, dopo aver avuto alcune scaramucce con i prussiani a ovest fino a Mars-la-Tour, il 15 si era ritirata per Vionville per la notte senza verificare la forza o la direzione della spinta prussiana.

## La battaglia

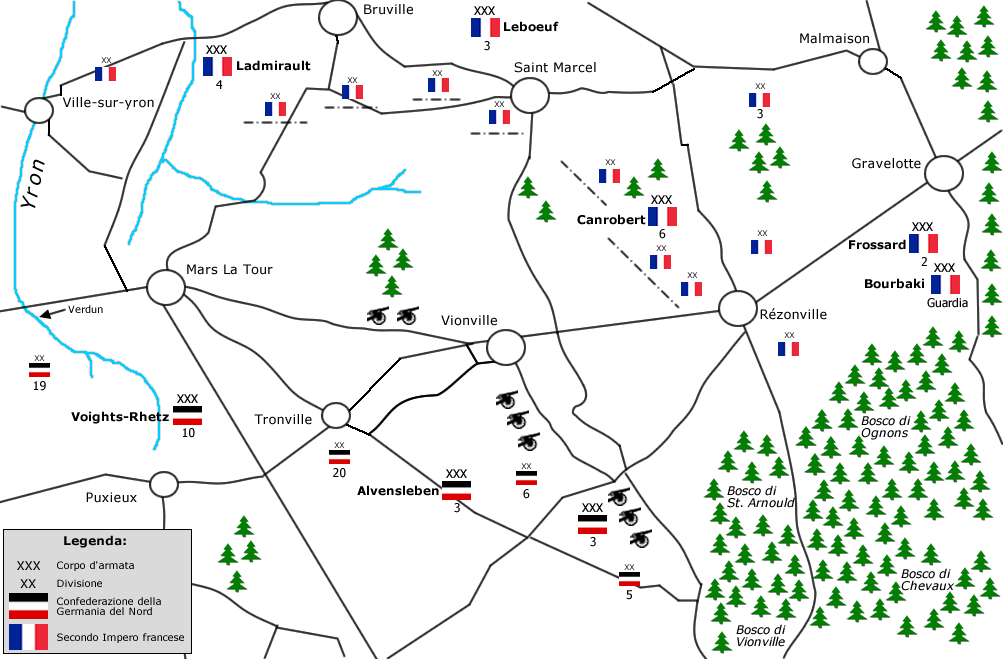
Mappa della battaglia

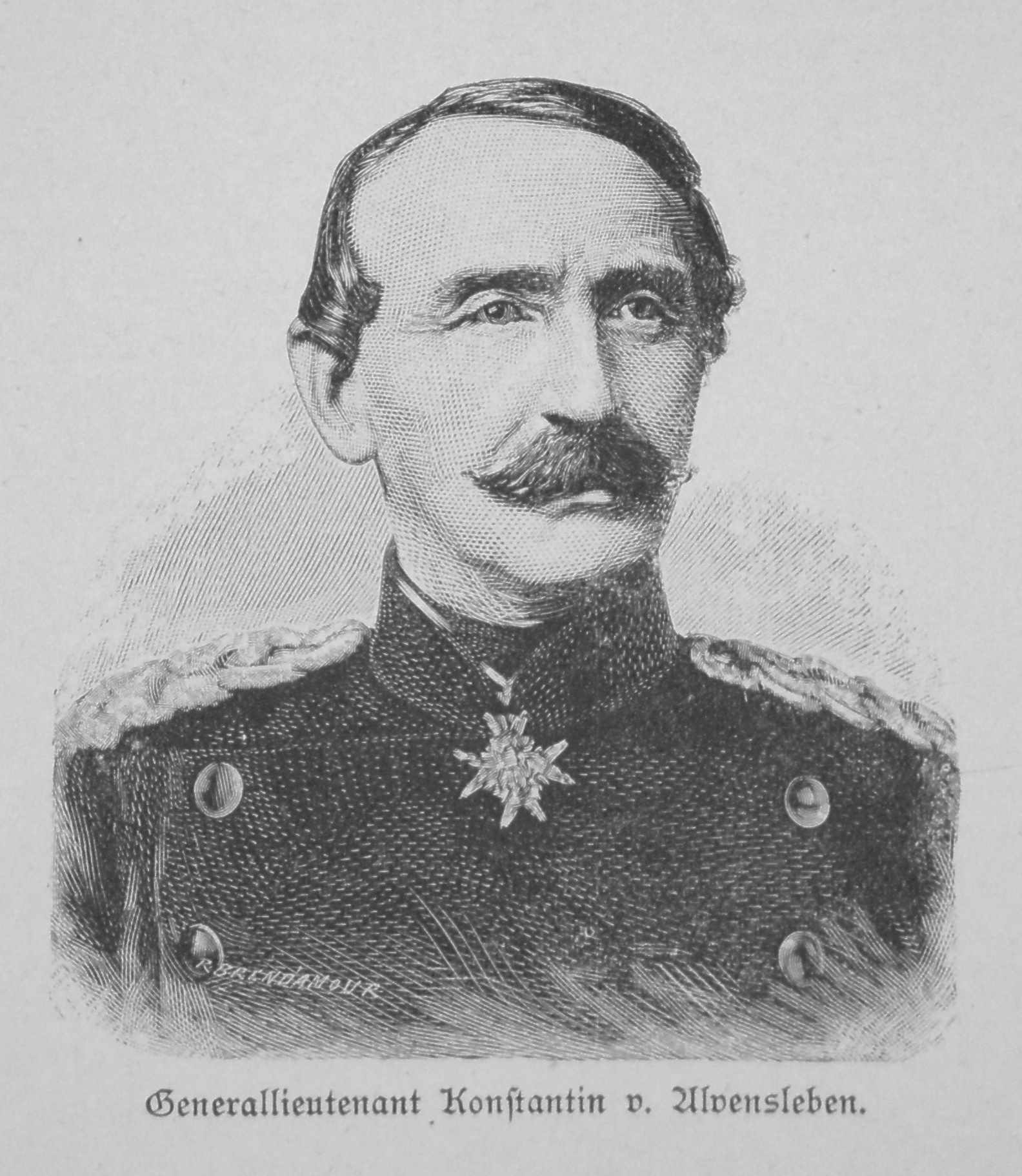
Il generale prussiano Constantin von Alvensleben

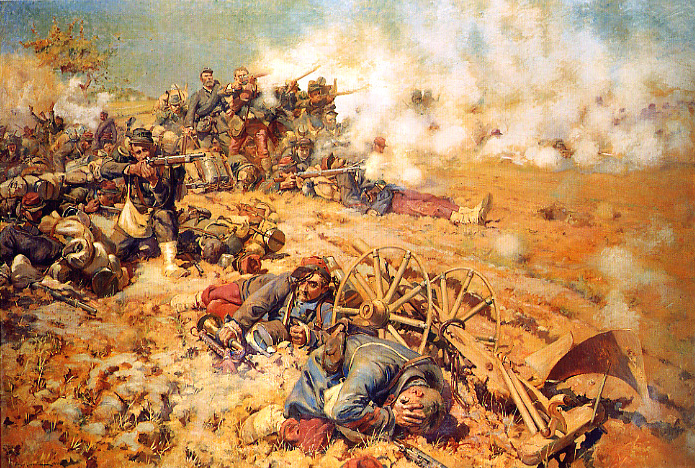
Pierre-Georges Jeanniot, "La ligne de feu" (1886), battaglia di Mars-la-Tour

La mattina del 16 agosto il III Corpo prussiano del von Alvensleben impegnò le truppe francesi presso Rezonville inviando la quinta divisione di cavalleria a creare un avvolgimento a est della formazione nemica. Alvensleben credette infatti di stare attaccando solo la retroguardia dell'Armata del Reno e con questa convinzione mise a rischio la vita dei propri uomini. Il generale Ferdinand von Stülpnagel, comandante della divisione di cavalleria, fu respinto dall'artiglieria del II corpo del generale Frossard patendo grosse perdite. L'artiglieria prussiana disposta fra Vionville e Flavigny alle 11,00 di mattina, impedì a Canrobert e Frossard di approfitarre del respingimento di Stülpnagel. Alvensleben per guadagnare il tempo necessario che consentisse al X corpo di raggiungerlo, ordinò alla sesta divisione di ripetere l'attacco contro Frossard, stavolta da ovest. I prussiani raggiunta Vionville furono respinti dalle forze di Canrobert e Frossard; quest'ultimo era disposto a est di Rezonville. Le due divisioni prussiane, raccolte in una zona molto ristretta, apparivano vulnerabili e soprattutto esposte sul lato sinistro, che avrebbe potuto diventare facile preda di Ladimirault col suo IV corpo. Il timore di Bazaine di venire attirato fuori da Metz trattenne i generali francesi dall'agire con eccessiva intraprendenza.
La violenza del fuoco delle artiglierie francesi spinse Alversleben a un gesto disperato. Alle 14,00 venne comandata una carica di corazzieri, dragoni ed ulani (ossia dei lancieri) della brigata comandata dal maggiore-generale Friedrich Wilhelm von Bredow, che venne diretta al campo di artiglieria francese del generale Canrobert. Ad essa rispose la carica dei corazzieri francesi di Henri de Forton sulla sinistra del campo di battaglia, che, tuttavia, ebbe scarso effetto, ostacolata com'era dalla stessa fanteria francese del Canrobert, che col suo fuoco incontrollato contrastò ogni cavaliere, non distinguendo amici da nemici e provocò 154 morti tra le proprie stesse forze. L'episodio della carica prussiana è conosciuto come la "Cavalcata della morte di von Bredow": essa ebbe successo nel tacitare le artiglierie, ma costò ai Prussiani circa la metà degli effettivi (420 furono colpiti su 800). Essa è ricordata come l'ultima grande carica di cavalleria dell'Europa occidentale dopo la carica della brigata leggera nella guerra di Crimea. Tra i feriti vi fu anche Herbert von Bismarck, figlio del cancelliere prussiano.

Il maresciallo di Francia François Achille Bazaine

Tra le 3,30 e le 4,00 del pomeriggio giunsero i primi uomini del X corpo del generale Konstantin von Voights-Rhetz dopo aver marciato per 12 ore sotto il caldo. Presso Tronville fu stabilita la 20ª divisione. La 19ª divisione del generale Schwarzkoppen fu inviata ad est del campo per attaccare il fianco sinistro delle forze di Ladmirault a Mars-la-Tours, ma con esiti disastrosi. Moltissimi prussiani caddero sotto il fuoco degli Chassepot. Nonostante ogni punto a favore dei francesi, Bazaine si ostinò a non ordinare l'avanzata. Un membro dello staff del comandante dell'Armata del Reno, il colonnello Joseph Andlau, si disse "costernato per la passività del maresciallo". I tedeschi tentarono di stappare la vittoria al nemico verso sera, lanciando un attacco sul fianco destro francese. L'azione guidata da Albert von Rheinbaben, che passò per il terreno erboso tra il fiume Yron e Mars-la-Tours, portò scompiglio tra le forze francesi e gettò nel panico il 70º reggimento, ma non poté molto di più.

## Epilogo e bilancio
La battaglia fu molto sanguinosa e costò numerosissime perdite ad entrambi gli schieramenti. Nel corso dello scontro si poté constatare il primo massiccio impiego delle artiglierie (Artillerie-Massen) nella guerra da parte dei prussiani. A sera la vittoria francese era indiscutibile, anche se non ottenuta con quella facilità e quella decisione che le circostanze avrebbero richiesto considerata la modestia delle forze nemiche. Più di ogni altra cosa, tuttavia, stupì i generali francesi l'incomprensibile inattività di Bazaine durante la battaglia. Canrobert affermò di essere rimasto all'oscuro per l'intera giornata delle intenzioni del maresciallo.
Il maresciallo, che non intendeva passare proprio ora ad una strategia offensiva, decise, allo scopo di rifornirsi e riarmarsi, di arretrare in prossimità dei forti attorno a Metz e li rimase decidendo irrevocabilmente di non riprendere la via di Chalons. Le ragioni di tale rinuncia sono state a lungo discusse. Nelle circostanze date, la logica dell'immobilismo poteva in parte apparire giustificata dal pericolo, che Bazaine non si sentì di correre, di vedersi tagliata la ritirata per Metz, qualora avesse deciso una generale avanzata contro le forze della seconda armata. Fatto sta che, così facendo, il Bazaine consentì ai Prussiani, pur battuti, di tagliare definitivamente la strada di Châlons via Verdun, condannandosi ad una battaglia di assedio. L'isolamento dell'armata del Reno sarebbe stato sancito, definitivamente, due giorni più tardi alla battaglia di Gravelotte. Il mancato ricongiungimento a Châlons dell'armata del Bazaine rappresentò una delle ragioni decisive della sconfitta francese nella guerra del 1870-1871.